# Jöns-Ove Jönsson
Jöns-Ove "Jojje" Kristian Jönsson, sinh ngày 30 tháng 6 năm 1955 là một diễn viên kiêm nhà viết kịch người Thụy Điển.

## Sự nghiệp
- 2006 - Brännvin och fågelholkar
- 2005 - Två ägg i högklackat
- 2004 - Två bröder emellan
- 2003 - Barnaskrik och jäkelskap
- 2002 - Bröllop och jäkelskap
- 2001 - Snålvatten och jäkelskap
- 2000 - Rena rama rolf
- 1999 - Bröstsim & gubbsjuka
- 1998 - Där fick du
- 1998 - Full frys
- 1997 - Hemvärn & påssjuka
- 1996 - Hemlighuset
- 1993 - Full fräs med Stefan & Krister

## Kịch
- 1993 - Full fräs med Stefan & Krister